# Herinneringsspeld Vierdaagse 2006

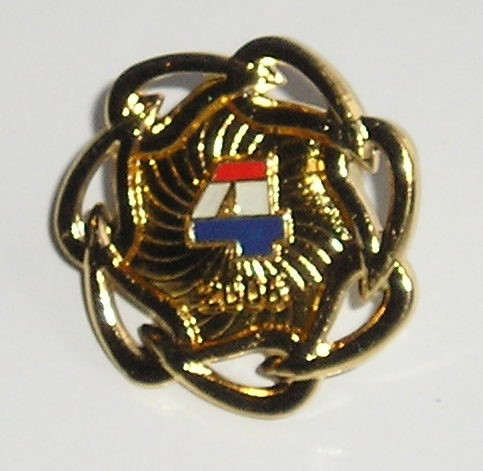
Herinneringsspeld Vierdaagse 2006

De Herinneringsspeld Vierdaagse 2006 werd ontworpen als herinnering aan de wegens de hitte na de eerste dag afgelaste Nijmeegse Vierdaagse van 2006.

## Gedachte
De achterliggende gedachte bij deze speld is om: 'Voor eens en voor altijd de onvoltooide Vierdaagse op een waardige wijze een plaats te geven in de gedachten van de wandelaars die op dinsdag 18 juli 2006 van start gingen'. Aldus Wim Jansen, de voorzitter van Stichting DE 4DAAGSE.

## Ontwerp
De herinneringsspeld is ontworpen door grafisch ruimtelijk ontwerpster en edelsmid Wilma Coehoorn en vervaardigd door de firma Van Veluw B.V. te Zeist in een oplage van 45500 stuks. Van Veluw B.V. is de ‘hofleverancier’ van de Vierdaagsebeloningen.
Het ontwerp bestaat uit drie delen:
- De achtergrond symboliseert de zon die de eerste wandeldag al vroeg, onafgebroken en fel aanwezig was.
- Een krans van druppels die water, zweet en tranen symboliseren
- Cijfer 4 (beeldmerk van de stichting DE 4DAAGSE) en jaartal 2006

## Uitreiking
Op maandag 18 december 2006 werd het eerste exemplaar overhandigd aan de broer van de ontwerpster: Harmen Coehoorn die in 2006 in het vierdaagsedetachement van de politieregio Noord-Holland Noord meeliep.
Twee speciaal ontworpen exemplaren werden opgedragen aan de twee wandelaars die op de eerste wandeldag zijn overleden.
Alle op de eerste wandeldag gestarte wandelaars ontvingen de speld per post met brief en sticker.